# Lois adoptées sous la XVIe législature de la Cinquième République française
Cet article recense les lois adoptées sous la XVIe législature de la Cinquième République française. Sous cette législature, Emmanuel Macron est président de la République et Élisabeth Borne puis Gabriel Attal sont Premiers ministres.

## Liste

### 2022
| Numérotation | Titre | Sujet | Proposant                                                                                                 | Date de promulgation |
| ------------ | --- | --- | --- | -------------------- |
| 1            | Loi mettant fin aux régimes d'exception créés pour lutter contre l'épidémie liée à la covid-19 | La loi met fin au régime d'état d'urgence sanitaire. Il maintient un système de surveillance épidémiologique en prologeant la durée de validité de la loi du 11 mai 2020. La loi permet de conserver jusqu'au 31 mars 2023 la possibilité de demander des justificatifs de vaccination ou de tests négatifs à l'occasion de certains déplacements. | Première ministre                                                                                         | 30 juillet 2022      |
| 2            | Loi ratifiant l'ordonnance n° 2021-1605 du 8 décembre 2021 étendant et adaptant à la fonction publique des communes de Polynésie française certaines dispositions statutaires relatives à la fonction publique territoriale | Ratification de l'ordonnance du 8 décembre 2021 étendant et adaptant à la fonction publique de la Polynésie française certaines dispositions statutaires relatives à la fonction publique territoriale. | Ministre des Outre-mer                                                                                    | 10 août 2022         |
| 3            | Loi de finances rectificative pour 2022 | Mesures d'urgence pour la protection du pouvoir d'achat. | Ministre de l’Économie et des Finances, ministre du Travail et ministre de la Transition environnementale | 16 août 2022         |
| 4            | Loi portant mesures d'urgence pour la protection du pouvoir d'achat | Mesures d'urgence pour la protection du pouvoir d'achat. | Ministre de l’Économie et des Finances, ministre du Travail et ministre de la Transition environnementale | 16 août 2022         |
| 5            | Loi portant diverses dispositions d'adaptation au droit de l'Union européenne en matière de prévention de la diffusion de contenus à caractère terroriste en ligne                                                          | Adaptation à la législation française du règlement européen relatif à la prévention de la diffusion de contenus à caractère terroriste en ligne (TCO). Habilite l'autorité administrative pour émettre des injonctions de retrait de contenu en ligne, sous le contrôle de l'ARCOM. Sanctions pénales à l'encontre des fournisseurs de services en ligne qui ne respecteraient pas les obligations de retrait. | Députés                                                                                                   | 16 août 2022         |
| 6            | Loi visant à actualiser le régime de réélection des juges consulaires dans les tribunaux de commerce | Correction de la loi du 11 octobre 2021. Corrige une conjonction de coordination qui empêchait les individus n'étant pas inscrits à la fois sur la liste des électeurs de la Chambre des métiers et de l'artisanat et sur celle de la Chambre de commerce et d'industrie d'être élus juges consulaires. | Nathalie Goulet                                                                                           | 24 octobre 2022      |
| 7            | Loi visant à accompagner la mise en place de comités sociaux et économiques à La Poste | Rend applicable à La Poste les dispositions du Code du travail relatives au droit syndical, à la négociation collective et aux institutions représentatives du personnel. | Sénateurs                                                                                                 | 22 novembre 2022     |
| 8            | Loi de finances rectificative pour 2022 | Loi de finances rectificative pour 2022. Corrige les prévisions du déficit public (4,9 % pour 2022, contre 5 % dans le dernier budget rectificatif), amélioration du solde budgétaire de l’État. Met en œuvre un chèque énergie de 100 à 200 €, la prorogation de la remise sur les prix des carburants, et un abondement de 275M€ au profit des universités. Assure le financement des coûts liés à la guerre en Ukraine. | Ministre de l’Économie et des Finances et ministre du Budget                                              | 1er décembre 2022    |
| 9            | Loi visant à lutter contre la précarité des accompagnants d'élèves en situation de handicap et des assistants d'éducation                                                                                                   | Modification des conditions de recrutement des accompagnants d'élèves en situation de handicap en prévoyant un CDI. Une indemnité aux AESH exerçant en REP et REP+. | Députés                                                                                                   | 16 décembre 2022     |
| 10           | Loi visant à lutter contre la fraude au compte personnel de formation et à interdire le démarchage de ses titulaires | Interdiction du démarchage téléphonique, par SMS et courriel des organismes de formation. Permet à la Caisse des dépôts et consignations, France compétences et aux services de l’État compétents d'échanger des informations utiles à la prévention et détection des fraudes. Permet à Tracfin de transmettre des informations aux agences compétentes. | Députés                                                                                                   | 19 décembre 2022     |
| 11           | Loi portant mesures d'urgence relatives au fonctionnement du marché du travail en vue du plein emploi | Détermination par le gouvernement des règles relatives à l'indemnisation des chômeurs jusqu'en décembre 2023 afin de garantir le régime d'indemnisation de l'époque Covid. Le projet ouvre plus largement l'accès à la validation d'acquis de l'expérience. Les proches aidants et aidants familiaux sont autorisés à faire valoir les compétences acquises dans la prise en charge d'un membre de la famille en situation de dépendance ou de fin de vie. | Ministre du Travail                                                                                       | 21 décembre 2022     |
| 12           | Loi de financement de la sécurité sociale pour 2023 | Création des rendez-vous aux âges clefs de la vie, pris en charge par l'assurance maladie. Dépistage gratuit et sans ordonnance pour toutes les infections sexuellement transmissibles, gratuitement jusqu'à 26 ans. Contraception d'urgence gratuite pour toutes les femmes sans ordonnance. Une quatrième année d'internat de médecine générale est mise en place pour les jeunes professionnels. Revalorisation de 50 % de l'allocation de soutien familial. Limitation des arrêts de travail prescrits en téléconsultation à la seule prescription du médecin traitant. Fixation de l'ONDAM à +3,7 %, hors dépenses liées à la crise sanitaire. | Ministre de l’Économie et des Finances, ministère de la Santé                                             | 23 décembre 2022     |
| 13           | Loi de finances pour 2023 | Loi de finances. | Ministre de l’Économie et des Finances                                                                    | 30 décembre 2022     |

### 2023
| Numérotation | Titre | Sujet | Proposant | Date de promulgation |
| ------------ | --- | --- | --- | -------------------- |
| 14           | Loi d'orientation et de programmation du ministère de l'intérieur | Programmation de 15 milliards d'euros de hausse du budget sur le deuxième quinquennat d'Emmanuel Macron. Ouverture de 8 500 emplois supplémentaires. Transformation numérique (démarches dématérialisées, déploiement du réseau radio du futur), création de 200 brigades de gendarmerie.                                                                | Ministère de l'Intérieur | 24 janvier 2023      |
| 15           | Loi visant à permettre aux assemblées d'élus et aux différentes associations d'élus de se constituer partie civile pour soutenir pleinement, au pénal, une personne investie d'un mandat électif public victime d'agression | L'Association des maires de France et toute association départementale de maires peuvent se faire reconnaître partie civile dans un contentieux d'injure, outrage, diffamation, menace, violences commis envers un élu. | Sénateurs | 24 janvier 2023      |
| 16           | Loi visant à faire évoluer la formation de sage-femme | Création d'un troisième cycle d'études permettant l'obtention du diplôme d'Etat de docteur en maïeutique ; création de postes d'enseignants-chercheurs. Fait de l'activité de sage-femme une activité médicale, et non plus para-médicale. | Députés | 25 janvier 2023      |
| 17           | Loi visant à limiter l'engrillagement des espaces naturels et à protéger la propriété privée | Définition de normes de clôtures afin qu'elles ne soient pas vulnérantes ou ne constituent pas des pièges pour la faune. Mise en conformité des clôtures avant janvier 2027. | Sénateurs | 2 février 2023       |
| 18           | Loi sur le déroulement des élections sénatoriales | Clarification des règles électorales en vue des élections sénatoriales. | Sénateurs | 2 février 2023       |
| 19           | Loi visant à calculer la retraite de base des non-salariés agricoles en fonction des vingt-cinq années d'assurance les plus avantageuses | Convergence du calcul des retraites agricoles avec celui des retraites des salariés et des indépendants, en se basant sur les vingt-cinq meilleures années de revenu. | Députés | 13 février 2023      |
| 20           | Loi créant une aide universelle d'urgence pour les victimes de violences conjugales | Une victime de violence commise par le conjoint peut obtenir un prêt d'urgence sans intérêt aux caisses d'allocations familiales, ou recevoir un don sans non imposée. L'aide est versée dans les trois jours ouvrés. Le remboursement du prêt d'urgence pourra être mis à la charge du conjoint violent.                                                | Sénateurs | 28 février 2023      |
| 21           | Loi portant diverses dispositions d'adaptation au droit de l'Union européenne dans les domaines de l'économie, de la santé, du travail, des transports et de l'agriculture | Mise en conformité avec des droits européens. Assure la prise en compte de l'inflation dans le calcul des seuils de la directive Solvabilité II ; rend effective la portabilité des produits européens d'épargne-retraite ; dote l'Autorité de contrôle prudentiel et de résolution de nouveaux pouvoirs de sanctions.                                   | Ministre de l’Économie et des Finances | 9 mars 2023          |
| 22           | Loi relative à l'accélération de la production d'énergies renouvelables | Accélère les procédures d'autorisation des projets d'énergies renouvelables ; libère du foncier déjà artificialisé (parkings, terrains dégradés...) ; facilite le déploiement de l'éolien en mer ; revoit le financement et le partage des gains des projets d'ENR.                                                                                      | Ministre de la Transition environnementale | 10 mars 2023         |
| 23           | Loi tendant à renforcer l'équilibre dans les relations commerciales entre fournisseurs et distributeurs | Législation de la jurisprudence concernant les relations contractuelles afin d'éviter la délocalisation des négociations à l'étranger. Prolongation de mesures de la loi Egalim 1 sur l'encadrement des promotions et le seuil de revente à perte. Complétion de la disposition de la loi Egalim 2 relative à la transparence de l'origine des produits. | Députés | 30 mars 2023         |
| 24           | Loi visant à ouvrir le tiers financement à l’État, à ses établissements publics et aux collectivités territoriales pour favoriser les travaux de rénovation énergétique | Autorisation à titre expérimental pour l’État, ses établissements publics, les collectivités, leurs établissements publics et leurs groupements, à déroger aux dispositions du Code de la commande publique pour les contrats de performance énergétique conclus sous la forme d'un marché global de performance.                                        | Députés | 30 mars 2023         |
| 25           | Loi visant à favoriser l'accès de tous les étudiants à une offre de restauration à tarif modéré | Création du principe selon lequel les étudiants doivent disposer d'un lieu de restauration à tarif modéré près de leur lieu d'étude, dans des structures publiques ou privées. Création d'un bon d'achat alimentaire pour les étudiants qui se situent dans une zone sans accès à ces infrastructures de restaurant à prix modéré.                       | Sénateurs | 13 avril 2023        |
| 26           | Loi du 14 avril 2023 de financement rectificative de la sécurité sociale pour 2023 | Réforme des retraites avec un report à 64 ans de l'âge de départ à taux plein. | Ministre de l’Économie et des Finances | 14 avril 2023        |
| 27           | Loi du 24 avril 2023 portant fusion des filières à responsabilité élargie des producteurs d'emballages ménagers et des producteurs de papier | Fusion des filières à responsabilité élargie des producteurs d'emballages ménagers et de papier. | Députés | 24 avril 2023        |
| 28           | Loi no 2023-378 du 19 mai 2023 visant à améliorer l'encadrement des centres de santé | Mieux encadrer les centres de santé par la délivrance d'agréments pour certaines professions et par l'élargissement des compétences des ARS. | Députés | 19 mai 2023          |
| 29           | Loi no 2023-379 du 19 mai 2023 portant amélioration de l'accès aux soins par la confiance aux professionnels de santé | Améliorer l'accès aux soins en ouvrant l'accès direct à certaines professions de santé sans prescription. | Députés | 19 mai 2023          |
| 30           | Loi no 2023-380 du 19 mai 2023 relative aux jeux Olympiques et Paralympiques de 2024 et portant diverses autres dispositions | Diverses mesures relatives aux jeux Olympiques et Paralympiques de 2024, par exemple sur les questions de sécurité et de dopage. | Ministre des sports et des jeux olympiques et paralympiques | 19 mai 2023          |
| 31           | Loi no 2023-425 du 2 juin 2023 autorisant l'approbation de la convention d'entraide judiciaire en matière pénale entre le Gouvernement de la République française et le Gouvernement de la république du Sénégal, et de la convention d'extradition entre le Gouvernement de la République française et le Gouvernement de la république du Sénégal | Autorisation d'approbation de 2 conventions d'entraide et d'extradition avec le Gouvernement de la république du Sénégal. | Ministre de l’Europe et des affaires étrangères et le Garde des sceaux, ministre de la justice | 2 juin 2023          |
| 32           | Loi no 2023-426 du 2 juin 2023 autorisant l'approbation de l'accord entre le Gouvernement de la République française et le Gouvernement de la Principauté d'Andorre concernant l'amélioration de la résilience climatique et de la viabilité des routes nationales 116, 20, 320 et 22 liées aux risques naturels entre Prades et la frontière franco-andorrane | Autorisation d'approbation d'un accord avec la Principauté d'Andorre concernant l'entretien et l'amélioration de plusieurs routes. | Ministre de l'Europe et des affaires étrangères | 2 juin 2023          |
| 33           | Loi no 2023-427 du 2 juin 2023 autorisant l'approbation de l'accord entre le Gouvernement de la République française et le Gouvernement de la Principauté d'Andorre relatif à l'exercice des activités professionnelles des membres de la famille du personnel diplomatique, consulaire, technique et administratif des missions officielles | Autorisation d'approbation d'un accord avec la Principauté d'Andorre concernant l'exercice des activités professionnelles des membres de la famille du personnel diplomatique, consulaire, technique et administratif des missions officielles. | Ministre de l'Europe et des affaires étrangères | 2 juin 2023          |
| 34           | Loi no 2023-451 du 9 juin 2023 visant à encadrer l'influence commerciale et à lutter contre les dérives des influenceurs sur les réseaux sociaux | Encadrement des influenceurs par la création d'une définition légale et de restrictions visant à lutter contre les dérives. | Députés | 9 juin 2023          |
| 35           | Loi no 2023-479 du 21 juin 2023 visant à faciliter le passage et l'obtention de l'examen du permis de conduire | Facilitation pour le passage, et l'obtention du permis de conduire, notamment au niveau du financement. | Députés | 21 juin 2023         |
| 36           | Loi no 2023-491 du 22 juin 2023 relative à l'accélération des procédures liées à la construction de nouvelles installations nucléaires à proximité de sites nucléaires existants et au fonctionnement des installations existantes | Accélération des procédures liées à la construction de nouvelles installations nucléaires à proximité de sites nucléaires existants et au fonctionnement des installations existantes. | Ministre de la transition énergétique | 22 juin 2023         |
| 37           | Loi no 2023-506 du 26 juin 2023 tendant à garantir la continuité de la représentation des communes au sein des conseils communautaires | Mieux garantir la représentation des communes aux conseil communautaires. | Sénateurs | 26 juin 2023         |
| 38           | LOI no 2023-565 du 7 juillet 2023 autorisant l'approbation de l'accord de sécurité sociale du 6 novembre 2014 entre le Gouvernement de la République française et le Gouvernement de la république de Serbie | Autorisation d'approbation d'un accord avec le Gouvernement de la république de Serbie concernant la sécurité sociale. | Ministre de l'Europe et des affaires étrangères | 7 juillet 2023       |
| 39           | Loi no 2023-566 du 7 juillet 2023 visant à instaurer une majorité numérique et à lutter contre la haine en ligne | Instauration d'une majorité numérique et diverse disposition visant à lutter contre la haine en ligne. | Députés | 7 juillet 2023       |
| 40           | Loi no 2023-567 du 7 juillet 2023 visant à favoriser l'accompagnement psychologique des femmes victimes de fausse couche | Accompagnement des femmes victimes d'une interruption involontaire de grossesse. | Députés | 7 juillet 2023       |
| 41           | Loi no 2023-568 du 7 juillet 2023 maintenant provisoirement un dispositif de plafonnement de revalorisation de la variation annuelle des indices locatifs | Maintient provisoire un dispositif de plafonnement de revalorisation de la variation annuelle des indices locatifs. | Députés | 7 juillet 2023       |
| 42           | LOI no 2023-580 du 10 juillet 2023 visant à renforcer la prévention et la lutte contre l'intensification et l'extension du risque incendie | Lutter contre l'intensification et l'extension du risque incendie par l'instauration de diverses mesures de préventions et de gestion de espaces forestiers. | Sénateurs | 10 juillet 2023      |
| 43           | LOI no 2023-594 du 13 juillet 2023 ratifiant les ordonnances relatives à la partie législative du livre VII du code monétaire et financier et portant diverses dispositions relatives à l'outre-mer | Ratification d'ordonnances relatives à la réécriture de la partie législative du livre VII du code monétaire et financier. | Ministre de l'économie, des finances et de la souveraineté industrielle et numérique et le ministre de l'intérieur et des outre-mer                                                                    | 13 juillet 2023      |
| 44           | LOI no 2023-610 du 18 juillet 2023 visant à donner à la douane les moyens de faire face aux nouvelles menaces | Réforme du droit de visite douanière, création d'une réserve opérationnelle des douanes, ajouts de nouveaux moyens d'agir aux douanes face aux évolutions de la criminalité et des technologies utilisées par les fraudeurs, … | Ministre de l'économie, des finances et de la souveraineté industrielle et numérique et le ministre délégué chargé des comptes publics                                                                 | 18 juillet 2023      |
| 45           | Loi no 2023-622 du 19 juillet 2023 visant à renforcer la protection des familles d’enfants atteints d’une maladie ou d’un handicap ou victimes d’un accident d’une particulière gravité | Renforcement de la protection pour les familles d’enfants atteints d’une maladie ou d’un handicap ou victimes d’un accident d’une particulière gravité. | Députés | 19 juillet 2023      |
| 46           | Loi no 2023-623 du 19 juillet 2023 visant à renforcer l’accès des femmes aux responsabilités dans la fonction publique | Renforcement de l’accès pour les femmes aux responsabilités dans la fonction publique. | Sénateurs | 19 juillet 2023      |
| 47           | Loi no 2023-629 du 20 juillet 2023 autorisant la ratification de la résolution A.1152 (32) relative aux amendements à la convention du 6 mars 1948 portant création de l’Organisation maritime internationale | Autorisation de ratification d'un traité international. | Ministre de l’Europe et des affaires étrangères | 20 juillet 2023      |
| 48           | Loi no 2023-630 du 20 juillet 2023 visant à faciliter la mise en œuvre des objectifs de lutte contre l’artificialisation des sols et à renforcer l’accompagnement des élus locaux | Mieux prendre en compte et accompagner les collectivités territoriales dans le cadre de la mie en oeuvre du plan ZAN. | Sénateurs | 20 juillet 2023      |
| 49           | Loi no 2023-649 du 21 juillet 2023 visant à régulariser le plan local d'urbanisme intercommunal de la communauté de communes du Bas Chablais | Validation d'une disposition règlementaire par la loi concernant la liaison 2x2 voies entre Machilly et Thonon-les-Bains. | Sénateurs | 21 juillet 2023      |
| 50           | Loi no 2023-650 du 22 juillet 2023 relative à la restitution des biens culturels ayant fait l’objet de spoliations dans le contexte des persécutions antisémites perpétrées entre 1933 et 1945 | Faciliter la restitution des biens culturels ayant été spoliés entre 1933 et 1945 dans le cadre des persécutions antisémites. | Ministre de la culture | 22 juillet 2023      |
| 51           | Loi no 2023-652 du 23 juillet 2023 autorisant l'approbation du premier amendement à la convention adoptée à Espoo le 25 février 1991 sur l'évaluation de l'impact sur l'environnement dans un contexte transfrontière et du protocole à la convention adoptée à Espoo le 25 février 1991 sur l'évaluation de l'impact sur l'environnement dans un contexte transfrontière relatif à l'évaluation stratégique environnementale | Approbation d'un amendement et du protocole de la convention d'Espoo. | Ministre de l’Europe et des affaires étrangères | 23 juillet 2023      |
| 52           | Loi no 2023-653 du 23 juillet 2023 autorisant la ratification du Protocole du 30 avril 2010 à la Convention internationale de 1996 sur la responsabilité et l’indemnisation pour les dommages liés au transport par mer de substances nocives et potentiellement dangereuses | Autorisation de ratification du protocole du 30 avril 2010 à la convention internationale de 1996. | Ministre de l’Europe et des affaires étrangères | 23 juillet 2023      |
| 53           | Loi no 2023-654 du 23 juillet 2023 autorisant l’approbation de l’accord entre le Gouvernement de la République française et le Gouvernement de la république du Sénégal sur l’octroi de l’autorisation d’exercer une activité professionnelle aux personnes à charge des agents des missions officielles de chaque État dans l’autre , signé à Paris le 7 septembre 2021, et de l’accord entre le Gouvernement de la République française et le Gouvernement de la république démocratique socialiste de Sri Lanka relatif à l’autorisation d’exercice d’une activité professionnelle salariée par les membres de la famille des agents des missions officielles de chaque État dans l’autre, signé à Paris le 23 février 2022 | Approbation d'accords avec la république du Sénégal et la république démocratique socialiste de Sri Lanka concernant l'autorisation d’exercer une activité professionnelle aux personnes à charge des agents des missions officielles de chaque État dans l’autre.                                                                                       | Ministre de l’Europe et des affaires étrangères | 23 juillet 2023      |
| 54           | Loi no 2023-656 du 25 juillet 2023 relatif accélération de la reconstruction des bâtiments dégradés au cours des violences urbaines survenues du 27 juin au 5 juillet 2023 | Accélération des procédures de reconstruction des bâtiments dégradés en marge des violences survenues du 27 juin au 5 juillet. | Ministre de la transition écologique et de la cohésion des territoires | 25 juillet 2023      |
| 55           | Loi no 2023-659 du 26 juillet 2023 visant à lutter contre le dumping social sur le transmanche et à renforcer la sécurité du transport maritime | Lutte contre le dumping social transmanche et renforcement de la sécurité du transport maritime. | Députés | 26 juillet 2023      |
| 56           | LOI no 2023-668 du 27 juillet 2023 visant à protéger les logements contre l'occupation illicite | Multitudes de mesures afin de protéger les logements contre le squat. | Députés | 27 juillet 2023      |
| 57           | Loi no 2023-703 du 1 août 2023 relative à la programmation militaire pour les années 2024 à 2030 et portant diverses dispositions intéressant la défense | Programmation militaire pour les années 2024 et 2030, ainsi que diverses mesures concernant la défense. | Ministre des armées | 1 août 2023          |
| 58           | Loi n° 2023-973 du 23 octobre 2023 relative à l'industrie verte | Mesures réglementaires et fiscales visant à faciliter le développement de l'industrie verte. | Ministre de l'économie, des finances et de la souveraineté industrielle et numérique, Ministre de la transition écologique et de la cohésion des territoires et Ministre délégué chargé de l'industrie | 23 octobre 2023      |
| 59           | Loi n° 2023-1041 du 17 novembre 2023 portant mesures d'urgence pour lutter contre l'inflation concernant les produits de grande consommation | Avancement de la date butoir de signature des accords entre la grande distribution et ses fournisseurs du 1er mars au 15 janvier 2024. | Ministre de l’Économie, des Finances et de la Souveraineté industrielle et numérique et Ministre déléguée chargée des Petites et moyennes entreprises, du Commerce, de l’Artisanat et du Tourisme      | 17 novembre 2023     |
| 60           | Loi n° 2023-1059 du 20 novembre 2023 d'orientation et de programmation du ministère de la justice 2023-2027 | Programmation du ministère de la justice pour les années 2023 à 2027, mesures diverses notamment en lien avec le recrutement. | Garde des Sceaux, ministre de la Justice | 20 novembre 2023     |
| 61           | Loi organique n° 2023-1058 du 20 novembre 2023 relative à l'ouverture, à la modernisation et à la responsabilité du corps judiciaire | Dispositions organiques en lien avec la loi de programmation du ministère de la justice 2023-2027. | Garde des Sceaux, ministre de la Justice | 20 novembre 2023     |
| 62           | Loi n° 2023-1107 du 29 novembre 2023 portant transposition de l’accord national interprofessionnel relatif au partage de la valeur au sein de l’entreprise | Transposition d'accords nationaux interprofessionnels signés par les organisations syndicales et patronales en février 2023. | Ministre de l’Économie, des Finances et de la Souveraineté industrielle et numérique et Ministre du Travail, du Plein emploi et de l’Insertion                                                         | 29 novembre 2023     |
| 63           | Loi n° 2023-1114 du 30 novembre 2023 de finances de fin de gestion pour 2023 | Loi de finances de fin de gestion pour l'exercice 2023. | Ministre de l’Économie, des Finances et de la Souveraineté industrielle et numérique et le Ministre délégué chargé des Comptes publics                                                                 | 30 novembre 2023     |
| 64           | Loi n° 2023-1177 du 14 décembre 2023 visant à assurer la pérennité des établissements de spectacles cinématographiques et l'accès au cinéma dans les outre mer | Réglementation du taux de location versés par les exploitants cinématographiques ultramarins à 35%. | 15 sénateurs membres du groupe Socialiste, Ecologique et Républicain | 14 décembre 2023     |
| 65           | Loi n° 2023-1178 du 14 décembre 2023 visant à réduire les inégalités territoriales pour les ouvertures de casinos | Autorisation de l'ouverture de casinos dans les communes frontalières ou connaissant une pratique du sport hippique. | 3 sénateurs membres du groupe Les Républicains | 14 décembre 2023     |
| 66           | Loi n° 2023-1195 du 18 décembre 2023 de programmation des finances publiques pour les années 2023 à 2027 | Loi de programmation pour les budgets des années 2023 à 2027. | Ministre de l’Économie, des Finances et de la Souveraineté industrielle et numérique et Ministre délégué chargé des Comptes publics                                                                    | 18 décembre 2023     |
| 67           | Loi n° 2023-1196 du 18 décembre 2023 pour le plein emploi | Création de l'agence France Travail et réforme des obligations des demandeurs d'emploi. | Ministre du Travail, du Plein emploi et de l’Insertion et Ministre des Solidarités, de l'Autonomie et des Personnes handicapées                                                                        | 18 décembre 2023     |
| 68           | Loi n° 2023-1250 du 26 décembre 2023 de financement de la sécurité sociale pour 2024 | Dispositions diverses et budget pour la sécurité sociale en 2024. | Ministre de l’Économie, des Finances et de la Souveraineté industrielle et numérique, Ministre de la Santé et de la Prévention, et Ministre délégué chargé des Comptes publics                         | 26 décembre 2023     |
| 69           | Loi n° 2023-1251 du 26 décembre 2023 relative à la restitution de restes humains appartenant aux collections publiques | Création d'une procédure de restitution de restes humains détenus par l'Etat à des Etats étrangers. | Les sénateurs Catherine Morin-Desailly, Max Brisson et Pierre Ouzoulias | 26 décembre 2023     |
| 70           | Loi n° 2023-1252 du 26 décembre 2023 visant à prolonger en 2024 l'utilisation des titres restaurant pour des achats de produits alimentaires non directement consommables | Prolongation des délais d'utilisation des titres restaurants d'un an. | Guillaume Kasbarian et 150 députés issus des groupes Renaissance, Démocrates et Horizons | 26 décembre 2023     |
| 71           | Loi n° 2023-1267 du 27 décembre 2023 visant à faciliter la mobilité internationale des alternants, pour un « Erasmus de l'apprentissage » | Mesures favorisant la mobilité internationale des alternants et des apprentis. | Sylvain Maillard et 243 députés issus des groupes Renaissance, Démocrates et Horizons | 27 décembre 2023     |
| 72           | Loi n° 2023-1268 du 27 décembre 2023 visant à améliorer l'accès aux soins par l'engagement territorial des professionnels | Mesures de coordination et de réglementation de la pratique médicale visant à lutter contre les déserts médicaux. | Frédéric Valletoux et 198 députés issus des groupes Renaissance et Horizons | 27 décembre 2023     |
| 73           | Loi n° 2023-1269 du 27 décembre 2023 relative aux services express régionaux métropolitains | Création des SERM, de la Société des Grands Projets, et mesures en lien avec le développement des transports. | Jean-Marc Zulesi et 202 députés issus des groupes Renaissance, Démocrates et Horizons | 27 décembre 2023     |
| 74           | Loi n° 2023-1270 du 27 décembre 2023 relative à l'ouverture à la concurrence du réseau de bus francilien de la RATP | Ouverture à la concurrence des bus en Ile de France. | Vincent Capo-Canellas | 27 décembre 2023     |
| 75           | Loi n° 2023-1289 du 28 décembre 2023 relative à la prévisibilité de l'organisation des services de la navigation aérienne en cas de mouvement social et à l'adéquation entre l'ampleur de la grève et la réduction du trafic | Renforcement des obligations d'informations des agents lors de grèves dans le secteur du contrôle aérien. | Vincent Capo-Canellas | 28 décembre 2023     |
| 76           | Loi n° 2023-1322 du 29 décembre 2023 de finances pour 2024 | | Ministre de l’Économie, des Finances et de la Souveraineté industrielle et numérique et Ministre délégué chargé des Comptes publics                                                                    | 29 décembre 2023     |
| 77           | LOI n° 2023-1380 du 30 décembre 2023 visant à revaloriser le métier de secrétaire de mairie | Ouvertures de possibilités de carrières et mesures catégorielles en faveur des secrétaires de mairies. | 24 sénateurs issus du groupe Rassemblement des démocrates, progressistes et indépendants | 30 décembre 2023     |

## Accueil
La nouvelle législature commence à siéger immédiatement après les élections législatives françaises de 2022. Le Parlement est convoqué en session extraordinaire afin de voter au plus vite certains textes considérés comme très importants (fin du régime d'exception relatif à la crise de la Covid-19, mesures de protection du pouvoir d'achat). Ils sont votés dès juillet et début août. La pause parlementaire marque toutefois un agenda inhabituel : alors que les parlementaires sont, depuis 2002, appelés à siéger dès septembre, le gouvernement n'ouvre la séance qu'à partir d'octobre.
Le gouvernement Élisabeth Borne doit proposer des textes législatifs dans le contexte d'une majorité relative à l'Assemblée nationale. Les premiers textes proposés sont ainsi ou bien techniques, ou bien consensuels.